# Alarm

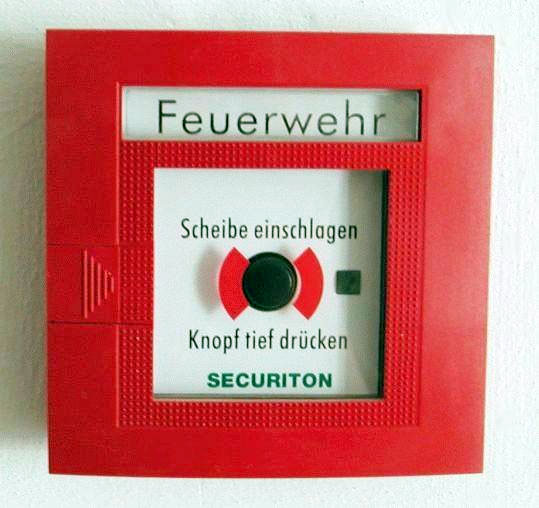
Ein Brandmelder

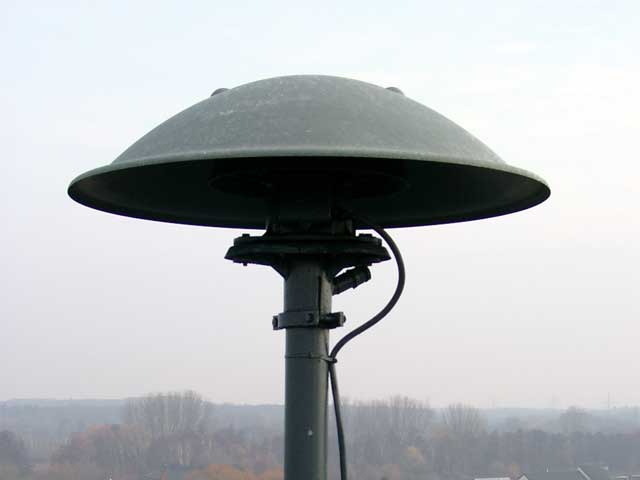
Öffentliche Motor-Sirene

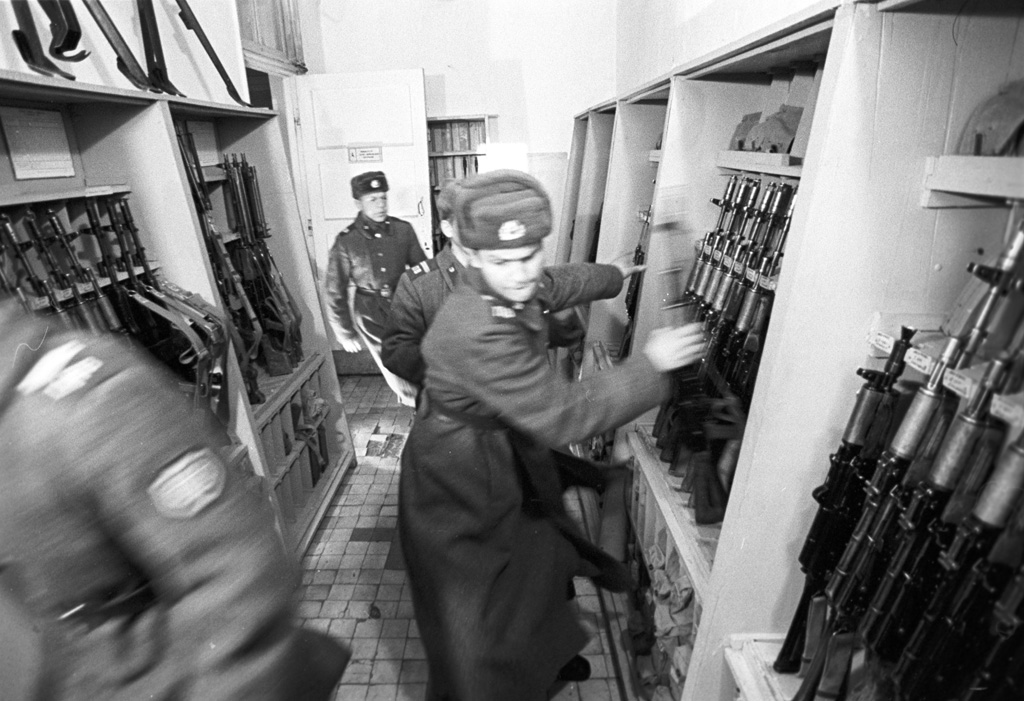
Alarm im Grenzposten

Ein Alarm ist ein akustisches oder optisches Notsignal. In einem allgemeineren Sinne wird als Alarm jedwede Warnung bezeichnet, die auf eine drohende Gefahr aufmerksam macht und zu erhöhter Wachsamkeit aufruft, oder auch der Zustand akuter Gefährdung und erhöhter Bereitschaft („einen Alarm verhängen/aufheben“). Das Wort wurde im 15. Jahrhundert aus dem Italienischen (allarme) ins Deutsche entlehnt und geht auf den militärischen Weckruf ‚all'arme!‘ („Zu den Waffen!“) zurück; durch Wegfall des Anlauts entwickelte sich hieraus etwas später auch das Wort Lärm („Krach, Getöse“).

## Beispiel Feueralarm
Ist es in einem Gebäude zu einem Feuerausbruch gekommen, könnten Brandmelder akustische Signale abgeben. Nun würden entsprechende Reaktionen von dem Gebäudepersonal erfolgen, also das Verlassen des Gebäudes auf entsprechenden Fluchtwegen. Gleichzeitig könnten durch eine Brandmeldeanlage Feuerwehr und Rettungsdienst alarmiert werden.

## Auslösung eines Alarmes – Alarmierung
Ein Alarm kann entweder durch persönliche Beobachtung eines Schadereignisses oder automatisiert ausgelöst werden. Gemeinsames Merkmal aller Alarme ist, dass die Nachricht über ein Schadensereignis oder eine Gefahr von einer Person, von zu wenigen Personen oder von Personen, die im Umgang mit dem Schadensereignis nicht geübt sind, an eine dafür zuständige Stelle weitergegeben wird. Dies wird auch als Erstalarmierung bezeichnet. Des Weiteren ist unter Alarmierung auch die Nachalarmierung zu verstehen, bei der von dieser Stelle die Alarmierung an weitere betroffenen Stellen oder Personen verteilt wird.
Um ganze Bevölkerungsgruppen zu erreichen, wird noch immer die Sirene in Verbindung mit Rundfunkmeldungen verwendet. Bei Benachrichtigung von Einzelpersonen wird vorwiegend das Telefon oder ein Funkdienst genutzt. Bei Alarmierung von bestimmten Gruppen, wie beispielsweise bei Einsatzkräften, haben sich Funkmeldeempfänger durchgesetzt, aber auch die SMS-Alarmierung wird (oft zusätzlich) verwendet. Hierbei ist zu beachten, dass die SMS-Nachricht weniger verlässlich als die Funkmeldung ankommt, und vor allem im Katastrophenfall unzuverlässig sein wird. Dafür kann bei der SMS-Nachricht eine Sendebestätigung eingeholt werden.

## Gerätealarm
Auch mit Hilfe von Messgeräten kann ein Alarm ausgelöst werden, wenn eine Warnschwelle erreicht oder überschritten wird. Bei Alarmdosimetern im Strahlenschutz oder Explosimetern bei Schadstoffunfällen beispielsweise ertönt ein Alarmton, wenn die Personen ein Gebiet, das eine zu hohe Belastung für sie darstellen würde, betreten würden. Bei der Lecksuche an Gasleitungen gibt das Gasspürgerät einen Piepston oder es blinkt eine Kontrolllampe, wenn ausströmendes Gas vorhanden ist.
Einen einfachen Alarm geben wichtige Geräte auch, wenn die innere Funktion nicht einwandfrei läuft. Wenn die Batterie zum Betrieb des Gerätes zu schwach wird, so wird dies oft akustisch oder optisch angezeigt.

## Alarmpläne
Angepasst an die einzelnen Ereignisse (je nach Alarmstufe) werden genaue Alarmpläne erstellt, die genau beschreiben, wie Reaktionen ablaufen sollen (Ablaufkalender sowie Alarm- und Ausrückeordnung). Hierbei wird bei Organisationen ein lageangepasster Kräfteaufruf vorgenommen (Bestimmung von Einsatzmitteln und Personal).

## Alarmstufen und -codes
Code Red oder Red Alert (deutsch „Alarmstufe Rot“) steht in verschiedenen Alarmsystemen für den höchsten Alarmzustand, zum Beispiel im Indikator-System „BIKINI state“, oder für Feueralarm, zum Beispiel in den Hospital Emergency Codes mancher Krankenhäuser. Verschiedene Unwetterwarnsysteme verwenden ebenfalls Farbcodes mit Rot als höchster Stufe, so zum Beispiel Meteoalarm und Wetter-Alarm. 
International gibt es sehr unterschiedliche Zivilschutzsignale für unterschiedliche Notfallsituationen, zum Beispiel den ABC-Alarm. Die Internationale Bewertungsskala für nukleare Ereignisse reicht von „INES 0“ bis „INES 7“ als höchste Stufe. Die US-amerikanischen Streitkräfte verwenden zwei Stufen der Emergency Conditions (EMERGCON), fünf Stufen der Defense Conditions (DEFCON) und sieben Stufen der Alert Conditions (LERTCON). Bis 2011 wurde in den USA im zivilen Bereich das fünfstufige Homeland Security Advisory System verwendet.

## Anforderungen an ein Alarmierungssystem
Gerade ein Alarmierungssystem muss zuverlässig arbeiten. Deshalb sind gewisse Mindestanforderungen an ein solches System bereits bei der Planung zu stellen.
- Die Übermittlung des Alarms muss sehr schnell und verzögerungsfrei erfolgen.
- Ein Alarm muss die betreffende Gruppe erreichen können und für diese identifizierbar sein.
- Das System muss rund um die Uhr das ganze Jahr über einsatzbereit sein.
- Das Alarmierungssystem muss die Erreichbarkeit der Hilfskräfte durch Flächendeckung und Gebäudedurchdringung des Funksignals (möglichst bis in Tiefgaragen hinein) sicherstellen.
- Die Falschalarmrate muss niedrig sein, da es sonst zu einer Desensibilisierung kommt und unnötige Kosten entstehen.
- Die Auslösung muss, wenn sie nicht automatisch erfolgt, leicht handhabbar sein und zu bedienen sein.
- Eine Quittierungsmöglichkeit muss die Zustellung des Alarms sicherstellen können.
- Über Eskalationen sollten bei Zustellfehlern weitere Teilnehmer zu benachrichtigen sein.
- Speziell bei Alarmierung über Funk dürfen keine Überlagerungen durch andere Netze erfolgen, die das Netz stören können oder Falschalarme auslösen können.

## Alarme in der Prozessleittechnik
Alarme haben in einem Leitstand (für chemische Anlagen, Kraftwerke, Energieverteilungsanlagen usw.) eine besondere Bedeutung. Der Bediener wird „offiziell“ darüber in Kenntnis versetzt, dass ein Grenzwert überschritten wurde. Kein Bediener kann behaupten, er hätte keine Information über einen bedrohlichen Zustand erhalten.
Eine Hupe ertönt und eine Meldeleuchte wird initiiert. Der Bediener muss diesen Alarm i. d. R. „quittieren“. Erst danach wird die Signalisierung ausgeschaltet. Die Meldeleuchte hört auf zu blinken und geht in Dauerlicht über. Ist die Prozessgröße, die den Alarm ausgelöst hat, wieder im Gutbereich, dann erlischt die Meldeleuchte.
Bei der Planung eines Leitstands muss man abwägen, welche Alarme sinnvoll und notwendig sind. Werden zu viele Alarme geplant, dann erzeugt das häufige Hupen Stress bei den Bedienern. Daher wird auch zwischen Erst- und Folgealarm unterschieden. Folgealarme lösen keine Hupe aus und müssen nicht quittiert werden.
Viele (schlecht geplante) Leitstände haben eine viel zu hohe Alarmrate (teilweise mehr als 2000 Alarme pro Tag und Bediener), wodurch das Alarmsystem entwertet und in Extremfällen gänzlich unbrauchbar wird. Eine gute Alarmierungsphilosophie kann durch systematisches Alarmmanagement erreicht werden. Zumindest dürfen Anlagenteile, die abgeschaltet sind, keinen Alarm erzeugen.

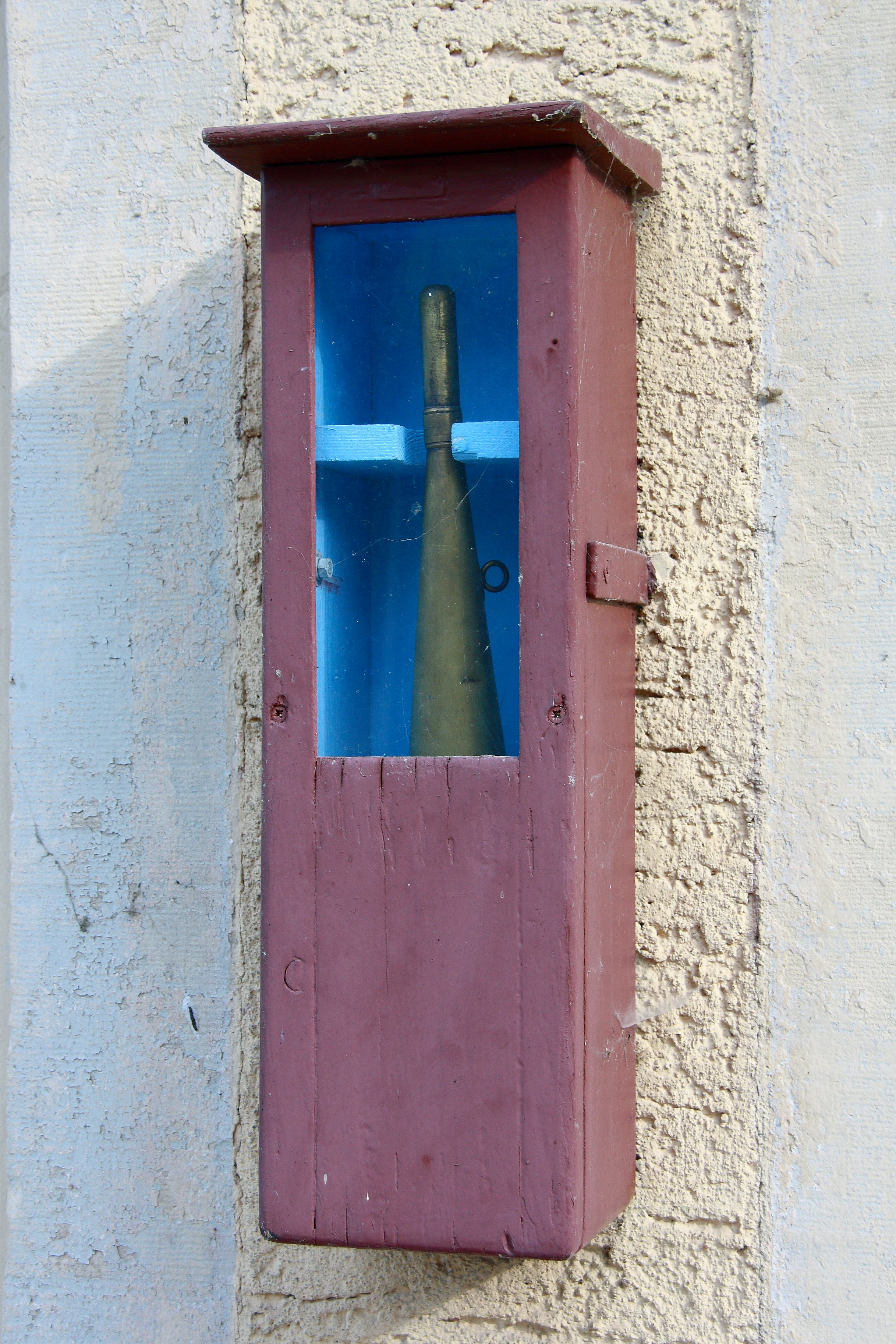
Historisches Signalhorn

## Geschichte
Alarmierungen gibt es, seitdem Menschen in Gruppen leben; so gab es im Mittelalter die Türmer, die Alarm schlugen und die Feuerglocke läuteten. Vor dem Angriff feindlicher Truppen wurden in Mitteleuropa für größere Gebiete so genannte Kreidfeuer angezündet.
Feueralarm

Anfang des 19. Jahrhunderts hatten auf dem Land bei ausbrechendem Brand sofort bestimmte Einwohner die Feuerspritze zu holen. Nicht jedes Dorf besaß eine solche. Ein Feuerläufer hatte erforderlichenfalls eine weitere Löschpumpe anzufordern. In vielen Ortschaften des Herzogtums Nassau hatten bei Wahrnehmung eines Brandes der Lehrer des Ortes Sturm zu läuten, der Ausschusstambour Alarm zu schlagen. Der Ausschussfähnrich musste durch den Ausschuss (eine etwas militärisch ausgebildete Wachmannschaft) alle Ausgänge des Ortes besetzen lassen, um niemand außer Feuerläufern und den zum Herbeiholen der Spritze Beorderten während des Brandes hinauszulassen. Alle arbeitsfähigen Einwohner hatten mit gefülltem Eimer zur Brandstelle zu eilen und sich in doppelter Reihe nach dem nächsten Wasser (z. B. Bach, Brandweiher) aufzustellen. „Durch die Hände lange Kette um die Wette flog der Eimer.“ Nach ausdrücklichem Befehle der Obrigkeit war darauf zu achten, „dass die mit ihrem Lamentieren nur Konfusion machenden Weibsleute in die Reihen gebracht werden“. Gehorsamsverweigerung dem Kommando gegenüber, unerlaubtes Entfernen von der Brandstätte oder absichtliches Beschädigen der Löschgeräte wurde mit empfindlicher Leibesstrafe geahndet. Die vom Brandorte geretteten Sachen wurden an einem feuersicheren Orte von Mannschaften des Ausschusses scharf bewacht. Wer versuchte, in dem Wirrwarr zu stehlen, wurde im Betretungsfalle von der Wache gebunden, bei den Sachen niedergelegt, um nach dem gelöschten Brande sofort Bestrafung zu empfangen. Doch für den, der sich in dem Rettungswerke durch Eifer, Mut und Unerschrockenheit besonders auszeichnete, war eine Belohnung bis zu vier Talern ausgesetzt.